# Lazar Ćirković
Lazar Ćirković (in serbo Лазар Ћирковић?; Niš, 22 agosto 1992) è un calciatore serbo, difensore dello Jamshedpur.

## Caratteristiche tecniche
È un difensore centrale che all'occorrenza può essere schierato come terzino destro.

## Carriera

### Club
Dopo aver giocato principalmente nel campionato del suo paese, con eccezione della massima serie Svizzera con il Lucerna ed una breve esperienza in quella israeliano con il Maccabi Netanya, il 21 gennaio 2021 firma con il Kisvárda in Ungheria, nel corso dell'esperienza ben figura insieme al resto della squadra, che riuscirà a centrare una storica finale di Coppa d'Ungheria e di conseguenza l'accesso alle competizioni europee per la prima volta nella storia del club. Al termine del campionato 2021-22 dopo 43 presenze e due reti passa all'Honvéd, rimanendo un sola stagione senza incidere e lasciando la squadra dopo la retrocessione, rimanendo svincolato.

### Nazionale
Nel dicembre 2009 viene convocato con la Nazionale Serba Under-18 per giocare un match amichevole contro i pari età della Germania, ad aprile dell'anno seguente progredisce salendo così con l'Under-19 giocando anche qui un solo incontro. A febbraio 2013 il ct Radovan Ćurčić lo convoca con l'Under-21 per alcuni match di qualificazione all'europeo di categoria del 2015.

## Palmarès

### Club

#### Competizioni nazionali
- Campionato serbo: 1

Partizan: 2014-2015